# Martin Bendík
Martin Bendík (ur. 27 kwietnia 1993 w Popradzie) – słowacki narciarz alpejski, olimpijczyk.

## Udział w ważnych imprezach

### Zimowe Igrzyska Olimpijskie
- Soczi 2014 – 43. (super gigant), 45. (zjazd), DNF (super kombinacja)

### Mistrzostwa Świata Juniorów
wyniki tylko z konkurencji, które ukończył
- Roccaraso 2012 – 48. (super gigant)
- Jasna 2014 – 33. (zjazd)

### Uniwersjada
- Val di Fiemme 2013 – 11. (zjazd), DNF (super gigant)